# Wild Wild Country
Wild Wild Country é um documentário em 6 capítulos da Netflix sobre o controverso guru indiano Bhagwan Shree Rajneesh (Osho), sua antiga assistente pessoal Ma Anand Sheela e seus seguidores da comunidade de Rajneeshpuram, próxima da pequena cidade de Antelope, ambas localizadas no Condado de Wasco, Oregon. Foi lançado em 16 de março de 2018 após estrear no Sundance Film Festival.

## Recepção
O site Rotten Tomatoes obteve 30 críticas e julgou que 100% delas eram positivas, com uma classificação média de 8,11 em 10.No consenso crítico do site se lê, "Wild Wild Country apresenta com sucesso um exame intrigante de um pedaço esquecido da história americana que deve ser visto para ser acreditado."
Nick Allen do site RogerEbert.com escreveu que "Ao lidar com essa história de forma tão inteligente e abrindo seu coração para uma ideia muito complicada do bem e do mal, "Wild Wild Country" tem um poder profundo e hipnotizante".